# Wangui wa Goro
Wangui wa Goro (née en 1961) est une universitaire kényane, militante et critique sociale, traductrice et écrivaine basée au Royaume-Uni. En tant qu'intellectuelle reconnue, elle s'intéresse au développement des langues et littératures africaines et participe régulièrement à la promotion de la traduction littéraire à l'échelle internationale par des prises de positions publiques écrites et orales sur le sujet.

## Jeunesse et études
Wangui wa Goro est née au Kenya. Elle est partie étudier en Europe dans le cadre de ses études de premier cycle en langues modernes et en économie à l'Université de Leicester. Elle a poursuivi ses études en éducation à l’ancienne Université de Londres (qui fait maintenant partie de l’University College de Londres), puis a poursuivi ses études de doctorat en traductologie à l’Université du Middlesex. 

## Carrière
Wangui wa Goro est une écrivaine, traductrice, chercheuse en traduction et pionnière qui a vécu et enseigné dans différentes régions du monde, notamment au Royaume-Uni, aux États-Unis, en Allemagne et en Afrique du Sud.
Elle a travaillé dans les administrations locales, ainsi que dans le monde des sciences humaines au Royaume-Uni et dans des contextes de développement international.

## Militantisme
En raison de son militantisme et de son implication dans la défense des droits humains en Afrique et en Europe au service de la démocratie au Kenya, Wangui wa Goro a passé de nombreuses années en exil en Angleterre. Elle a soutenu de nombreux mouvements pour la justice et la liberté, y compris le mouvement anti-apartheid, et a également été impliquée dans le mouvement féministe. Elle est connue pour son travail pionnier sur le féminisme noir et africain au Royaume-Uni et en Europe.   

## Publications
Les écrits de Wangui wa Goro comprennent des poésies, essais, nouvelles. Sa nouvelle "Heaven and Earth" (Macmillan) est étudiée au programme d'enseignement public au Kenya. Elle co-édite avec Kelly Coate et Suki Ali le livre «Politique féministe mondiale: identités dans un monde en mutation» (Routledge, 2001). Elle contribue également  aux publications Under the Tree of Talking : Leadership for Change in Africa (sous l'arbre à palabre : un leadership pour le changement en Afrique) d'Onyekachi Wambu en 2007 et l'anthologie de 2006 African Love Stories d'Ama Ata Aidoo.
Elle participe régulièrement au salon annuel de la littérature et du livre organisé par la Royal African Society, Africa Ecrit, organisant notamment le symposium Africa in Translation, qui présente des écrivains, des artistes, des éditeurs, des traducteurs, des lecteurs et des universitaires,,,, sous l’égide de SIDENSi, une organisation internationale créée pour "promouvoir la gestion des connaissances en traduction et information au travers des disciplines". Elle est également membre fondateur de TRACALA, une association africaine de traduction et littérature.

## Traduction
Elle a traduit les œuvres d'auteurs primés, dont l'oeuvre de Ngugi wa Thiong'o, Matigari, Njamba Nene et le bus volant (1986) et le pistolet de Njamba Nene (1990), de la langue Gikuyu vers l'anglais, ainsi que le recueil de poésies de Véronique Tadjo À vol d'oiseau (As the Crow Flies, Heinemann African Writers Series, 2001) du français vers l'anglais.

## Reconnaissance
Au fil des ans, elle a siégé à des comités consultatifs ou à des conseils de nombreuses organisations, notamment le Women's Studies Network UK, le British Center for Literary Translation, le Arts Council England, le PEN International et la African Literature Association. Elle a été membre du conseil du Prix Caine pour l'écriture africaine, pour lequel elle a été juge en 2007.